# Siska Leemans
Siska Leemans (°1973) is een Vlaams scenariste. 

## Carrière
Leemans behaalde een postgraduaat scenarioschrijven aan het RITCS in Brussel. Ze schreef scenario’s voor onder andere Kinderen Van Dewindt, de telenovelle Emma, de soap Familie en voor Studio 100 de jeugdseries Rox en Hallo K3!. 
Leemans scheidde in 2010 en begon hierover van 2010 tot 2015 te bloggen op Alle Dagen Sisjes. De blog over haar “ik-zit-in-een-midlifecrisis-ex-man” was een deel van de inspiratie voor het scenario van de fictiereeks Zie mij graag uit 2017 waarvoor ze het scenario samen met Hilde Pallen schreef.

## Scenarios
- Kinderen van Dewindt
- Emma
- Familie
- Rox
- Hallo K3!
- Zie mij graag